# Aldis Berzins
Aldis Imants Bērziņš (Wilmington, 3 de outubro de 1956) é um ex-jogador de voleibol dos Estados Unidos que competiu nos Jogos Olímpicos de 1984.
Em 1984, ele fez parte do time americano que conquistou a medalha de ouro no torneio olímpico, no qual atuou em seis partidas.